# 클로디오
클로디오(라틴어: Clodio)는 살리 프랑크인의 왕이었다. 테오데메르와 아르고타의 아들이었다. 한때 서로마 제국의 용병으로 활약하기도 했다.
메로베우스 1세와 클로드보의 아버지이며, 일설에는 아달베로도 그의 아들이라 한다. 그러나 메로베우스는 그의 아들이 아니라는 주장도 있다.
428년 로마제국의 종주권을 거절하고, 부족을 이끌고 투르네로 이주하였다.